# Hirotaka Okada
Hirotaka Okada, född den 22 februari 1967 i Ōno, Japan, är en japansk judoutövare.
Han tog OS-brons i herrarnas mellanvikt i samband med de olympiska judotävlingarna 1992 i Barcelona.